# Hrușivka, Solone
Hrușivka (în ucraineană Грушівка) este un sat în comuna Bereznuvativka din raionul Solone, regiunea Dnipropetrovsk, Ucraina.

## Demografie
Componența lingvistică a localității Hrușivka
     Ucraineană (99,24%)
     Alte limbi (0,76%)
Conform recensământului din 2001, majoritatea populației localității Hrușivka era vorbitoare de ucraineană (99,24%), existând în minoritate și vorbitori de alte limbi.